# Прыгающие попугаи
Прыгающие попугаи, или бегающие попугайчики, или какарики (лат. Cyanoramphus), — род птиц из семейства Psittaculidae.

## Описание
Это маленькие, живущие на земле, попугаи, которые хорошо маскируются благодаря зелёному цвету оперения.
Своё название получили в связи с тем, что обитают в нижнем ярусе леса, где быстро бегают по земле, разыскивая корм в лесной подстилке и разгребая её примерно так же, как это делают домашние куры. Однако какарики отнюдь не утратили способности к активному полёту — они умеют летать, резко меняя в полете направление и ловко огибая препятствия. И хотя эти птицы предпочитают передвигаться «пешком», при содержании в домашних условиях им необходимо предоставлять возможность летать примерно по 4 часа в день, обеспечив при этом пернатым питомцам безопасность.
Область распространения простирается от островов в южном Тихом океане (Таити, Раиатеа) вплоть до субантарктического острова Маккуори, но центральным ареалом являются острова Новой Зеландии. Распространение по островам привело к разделению на несколько эндемичных видов и подвидов. Три вида и два подвида уже вымерли, а другие виды находятся под угрозой вымирания. Сокращение численности популяций и вымирание видов связаны с вырубкой лесов и завозом на острова домашних животных.
В Европу этих попугаев завезли в 1872 году. Ряд видов содержатся в неволе, при этом новозеландский и желтолобый попугайчики легко размножаются.

## Классификация
В состав рода включают 11 видов:
- Cyanoramphus novaezelandiae — Краснолобый прыгающий попугай
  - Cyanoramphus novaezelandiae novaezelandiae
  - Cyanoramphus novaezelandiae cyanurus
  - Cyanoramphus novaezelandiae chathamensis
  - Cyanoramphus novaezelandiae erythrotis †
- Cyanoramphus malherbi — Новозеландский горный прыгающий попугай
- Cyanoramphus hochstetteri
- Cyanoramphus auriceps — Желтолобый прыгающий попугай
- Cyanoramphus unicolor — Антиподский прыгающий попугай
- Cyanoramphus cookii
- Cyanoramphus forbesi
- Cyanoramphus saisseti
- † Cyanoramphus zealandicus — Таитянский какарики
- † Cyanoramphus ulietanus — Улиетанский какарики
- † Cyanoramphus subflavescens